# Sergey Kuznetsov (écrivain)
 (août 2023).
 (mars 2019).
Si vous disposez d'ouvrages ou d'articles de référence ou si vous connaissez des sites web de qualité traitant du thème abordé ici, merci de compléter l'article en donnant les références utiles à sa vérifiabilité et en les liant à la section « Notes et références ».
Cet article concerne l'écrivain russe. Pour l'athlète russe, voir Sergey Kuznetsov.
Pour les articles homonymes, voir Kuznetsov.
Sergey Yurievitch Kuznetsov (en russe : Сергей Юрьевич Кузнецов), né à Moscou le 14 juin 1966, est un écrivain, journaliste et entrepreneur russe.

## Biographie
Sergey Kuznetsov est né le 14 juin 1966 à Moscou dans la famille d’un chimiste soviétique Yuri Kuznetsov et d’une professeur de langue et littérature française Galina Kuznetsova.

### Œuvres littéraires
Il commence sa carrière littéraire par une trilogie de détectives Les années 90 : un conte de fées. Son premier grand succès est le roman futuriste Non, publié en 2004 en collaboration avec Linor Goralik. Ce roman a été nommé pour le prix « Bestseller national »[réf. nécessaire].
D’autres œuvres littéraires de Sergey Kuznetsov ont également reçu des avis favorables des critiques et ont été nommées pour divers prix littéraires. Ainsi, en 2011, le roman Les Vivants et les Adultes est nommé Meilleur Livre dans la catégorie Le mysticisme et l’horreur de la revue Mir Fantastiki (« Le monde de la science-fiction ») et le roman La Ronde d’eau est apparu dans la liste des candidats sélectionnés pour le prix « Le Grand livre » (Bolchaïa Kniga), l'un des prix littéraires les plus importants de Russie[réf. nécessaire].
L’avant-dernier roman de Sergey Kuznetsov Kaléidoscope est mentionné dans les listes de plusieurs prix littéraires (Le best-seller national, Le booker russe, Le Grand livre, Yasnaya polyana) et a été très apprécié par les critiques et les lecteurs[réf. nécessaire].
Le roman Maître Dymov, publié en 2017, est nommé par les critiques une saga familiale. Dans ce roman, Sergey Kuznetsov mentionne les répressions des années 1930 et la Grande Guerre patriotique, en emmenant lentement ses personnages à travers la deuxième moitié du siècle dernier jusqu’en 2014.
Les livres de Sergey Kuznetsov sont traduits et publiés en plusieurs langues étrangères. Le roman La Peau du papillon a été publié en anglais, français, allemand, polonais, hongrois, tchèque, slovaque, serbe et néerlandais. Les éditeurs l’ont appelé « la version russe du roman Le Silence des agneaux ». En 2019, le roman La Peau du papillon est paru dans la Série noire chez Gallimard,,.
Le roman La Ronde d’eau a également été publié en arabe[réf. nécessaire].
Sergey Kuznetsov est membre du PEN club et de l’Union des cinéastes russes[réf. nécessaire].

### Journalisme
Dans les années 1990, Sergey Kuznetsov participe à la formation du nouveau journalisme russe se concentrant sur les sujets autour du cinéma et de la littérature. Ses articles ont apparu dans les journaux Vedomosti, Aujourd’hui, Kommersant, Telegraphe russe, Ptyuch, OM, Première, Harper's Bazaar, Vogue, Séance et d’autres.
Il a également participé à plusieurs projets Internet, y compris Lenta.ru, Gazeta.ru, Pole.ru et Zhurnal.ru, en devenant « un des pères du web journalisme et un de ceux qui a le droit de parler de la part de la génération des intellectuels (programmeurs, philologues, journalistes, écrivains), de ceux qui prétendent au rôle de la nouvelle élite intellectuelle ». Certains articles de cette période ont formé la base de son livre documentaire Touchant un éléphant. Les notes sur l’histoire de l’Internet russe.
En 2006, Sergey Kuznetsov a lancé le projet « Booknik », le site web en russe mis à jour quotidiennement et consacré à la vulgarisation de la culture juive (l’édition trimestrielle  de « Booknik reader » a été publiée également entre 2007 et 2013). En tant que rédacteur en chef, Sergey Kuznetsov a reçu le Prix « L’homme de l’année 5771 »  de la Fédération des communautés juives de Russie dans la nomination « journalisme » en 2011.

### Entrepreneur
En 2004, Sergey Kuznetsov fonde l’agence « SKCG » (l’acronyme pour Sergey Kuznetsov Content Group), spécialisée dans le marketing interactif, le développement des projets des médias sociaux et des projets culturels. Aujourd’hui, des filiales de l’agence sont ouvertes à Kiev, à Paris et aux États-Unis. L’agence compte parmi ses anciens et actuels clients Nike, Audi, Nokia, Estée Lauder, Efes, Jeep, Bosch et d'autres grandes entreprises, russes et internationales[réf. nécessaire].
Sergey Kuznetsov et sa femme psychologue Ekaterina Kadieva ont lancé en 2014 le projet instructif Marabout qui a pour but de proposer aux enfants russophones habitant dans les pays différents des camps éducatifs en Europe. Depuis 2016, Marabout propose également des camps éducatifs sous le nom de Science & Vacation pour les adultes[réf. nécessaire].
Depuis août 2017, Sergey Kuznetsov et son épouse sont devenus les propriétaires de l’hôtel « Château Le Sallay » à Saincaize-Meauce en Bourgogne, une ancienne résidence d’été des ducs de Nevers du XVIe siècle, entièrement restaurée et transformée en hôtel 4 étoiles pour accueillir la clientèle française et internationale. L’hôtel Château Le Sallay accueille les mariages et séminaires. Le couple russe veut développer l'événementiel, attirer la clientèle russe et américaine et y ancrer Marabout, leur projet éducatif,,.
En 2018, il lance avec sa femme le collège international Le Sallay Academy, basé sur un modèle d'éducation mixte combinant des sessions sur site et des cours en ligne. Dans sa publication en anglais, Forbes a qualifié cette école de « pionnières de l'éducation mixte pour les préadolescents »
En 2020, la branche russe de l'école a été ouverte et, en 2022, il est prévu d'ouvrir une branche américaine[réf. nécessaire].

### Vie privée
En 1987 Sergey Kuznetsov s’est marié avec Inna Kuznetsova. Le couple a divorcé en 1993. De ce premier mariage, il a une fille Ekaterina Kuznetsova, née en 1987. En 1995 Sergey Kuznetsov s’est marié avec Ekaterina Kadieva. Ils ont eu deux enfants : Anna, née en 1996 et Daniel, né en 2001[réf. nécessaire].
Depuis 2013, il habite à Paris[réf. nécessaire].

## Honneur et récompense
- En 2001, Sergey Kuznetsov a reçu la bourse Knight Journalism Fellowship de l’Université Stanford et est parti pour un an en Californie aux États-Unis[réf. nécessaire].